# Kani Kunda
Kani Kunda ist eine Ortschaft im westafrikanischen Staat Gambia.
Nach einer Berechnung für das Jahr 2013 leben dort etwa 1490 Einwohner, das Ergebnis der letzten veröffentlichten Volkszählung von 1993 betrug 1139.

## Geographie
Kani Kunda liegt in der Lower River Region im Distrikt Jarra West, rund 1,8 Kilometer nordöstlich von Soma entfernt.

## Kultur und Sehenswürdigkeiten
Bei Kani Kunda ist ein religiöses Grabmal, das Grabmal des Mama Yoro Saidikhan, als Kultstätte bekannt.